# Taurus PT24/7

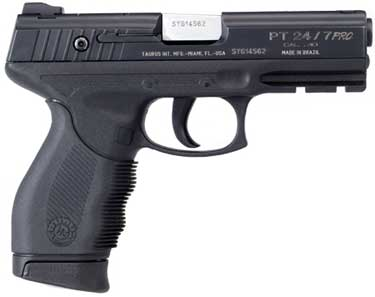
Le Taurus PT24/7 (ici en calibre .40) : un pistolet brésilien de conception moderne.

Le pistolet semi-automatique à carcasse polymère Taurus PT24/7 est produit par Forjas Taurus depuis 2004. 

## Pourquoi PT 24/7?
- PT signifie Pistolet Taurus en brésilien.
- 24/7 indique qu'il est fait pour servir 24h/24h et 7j/7.

## Fiche technique
- Mécanisme : Double Action ou DAO
- Visée : hausse et guidon fixes
- Munitions : 9x19 Luger / Parabellum, .40 S&W ou .45 ACP
- Longueur du pistolet : 18 cm
- Longueur du canon  : 10 cm
- Masse du pistolet : 790 g
- Capacité du chargeur :  17 (9mm), 15 (.40) ou 12 (.45) cartouches

## Variantes importées en France en 2014
En jouant sur la finition et la longueur du canon, la filiale françaises des Forges Taurus propose les versions suivantes : 
- Taurus PT-24/7 Bronzé
- Taurus PT-24/7 OSS DS Bronzé/Marron
- Taurus PT-24/7 OSS DS Bronzé/Bronzé
- Taurus PT-24/7 OSS DS Inox/Bronzé
- Taurus PT-24/7 G2 Bronzé
- Taurus PT-24/7 G2 Inox/Bronzé

Ainsi, le Taurus PT-24/7 OSS (issu d'un programme avorté de l'United States Special Operations Command) est muni d'un canon de 13 cm donnant ainsi une longueur totale de 21 cm pour une masse de 920 g à vide.
De plus, les ingénieurs brésilien ont extrapolé de ce pistolet le Taurus PT809.

## Diffusion
Le PT 24/7 figure ainsi dans l'arsenal des policiers brésiliens comme les PA, IMBEL M1911A1 (et ses variantes), Taurus PT-100 et Glock 17 et 19.

## Dans la culture populaire
- Le PT24/7 arme plusieurs personnages du film Troupe d'élite 2 et des séries Chuck (saison 5) et 24 heures chrono (saison 7).
- Les gamers peuvent l'utiliser dans quelques jeux vidéo dont SOCOM : US Navy SEALs Fireteam Bravo 3, Ghost Recon: Future Soldier et Hitman: Absolution.

## Sources
Cette notice est issue de la lecture des revues spécialisées de langue française suivantes :
- Cibles (Fr)
- Action Guns  (Fr)